# Massa solar
La massa solar és una unitat de mesura de massa que equival a la massa del Sol, i que val 1,9885·10³⁰ kg.
La massa solar és un sistema usual emprat a astronomia per a descriure les masses de les estrelles i galàxies. Equival aproximadament a unes 332.950 vegades la massa de la Terra o 1.047,5 vegades la massa de Júpiter, i representa al voltant del 99,86% de la massa de tot el nostre sistema solar. El seu símbol convencional i valor són:
{\displaystyle M_{\bigodot }=1.9885\times 10^{30}{\hbox{ kg}}}
La massa solar pot ser determinada a partir de la llargària dels anys, la distància de la Terra al Sol (la Unitat astronòmica, abreujada: UA), i la constant gravitacional (G), aplicant la tercera llei de Kepler, segons la qual:
{\displaystyle T^{2}={\frac {4\pi ^{2}}{G(M+m)}}\cdot r^{3},}
a causa del fet que, al sistema solar, tots els planetes són de massa molt menor a la massa del Sol, la tercera llei de Kepler es pot simplificar d'aquesta manera:
{\displaystyle T^{2}\approx {\frac {4\pi ^{2}}{GM}}\cdot r^{3},}.
on m i M representen la massa d'un planeta i d'una estrella la voltant la qual orbita, T és el període orbital del planeta, r és la distància mitjana del planeta a l'estrella i G la constant gravitacional.
En el cas de la Terra i el Sol, tenim que r val una UA i la durada de T és d'un any, i la massa solar serà {\displaystyle M_{\bigodot }}, per tant:
{\displaystyle M_{\bigodot }={\frac {4\pi ^{2}\times (1{\rm {AU}})^{3}}{G\times (1{\rm {T}})^{2}}}},
fins fa poc no es coneixia el valor de la UA ni la constant gravitacional amb precisió. Sigui com sigui, una determinació de la massa relativa d'un altre planeta dins el sistema solar o d'una estrella binària en unitats de massa solar no depèn d'aquestes constants poc conegudes. Per tant, és usual expressar aquestes masses en unitats de masses solars (vegeu constant gaussiana gravitacional. Avui en dia, la UA ha estat molt ben mesurada usant el radar interplanetari i G ha estat també ben mesurada, però la massa solar persisteix com una convenció històrica dels arcans astronòmics.